# Cèneuil
Cèneuil, appelé localement Ceneuil et prononcé [sønœj], est un hameau de la commune de Saint-Vincent (département de la Haute-Loire, région Auvergne-Rhône-Alpes, France).
Le hameau est situé sur le flanc sud du suc de Cèneuil (791 m), les restes d'un volcan éteint. Il est également connu pour les ruines d'un château, le château de Cèneuil.

## Géographie
Cèneuil, est un hameau de la commune de Saint-Vincent. Cèneuil fait partie du canton d'Emblavez-et-Meygal depuis 2015, et de la communauté d'agglomération du Puy-en-Velay depuis 2017.  
A l'est de Cèneuil on trouve la Loire, au sud on trouve le village de Saint-Vincent et au nord le Ramey et Vorey.
Le GR 3 passe dans le village.

## Toponymie
Senoculum (« latinisation burlesque de scribe », selon Dauzat) en 1097 ; Senoil, Cenoil, au XIIe siècle.

## Histoire
La seigneurie de Ceneuil, dont il reste le château en ruines sur le suc du même nom, est bien attestée au Moyen Âge ; les seigneurs rendaient hommage aux vicomtes de Polignac, jusqu'à un jugement du roi Louis VII qui, en 1171, parmi d'autres sanctions imposées au vicomte de Polignac en raison de ses exactions contre l'église du Puy, transféra la suzeraineté à l'évêque du Puy.